# Echiothrix leucura
Echiothrix leucura is een knaagdier uit het geslacht Echiothrix dat voorkomt in het uiterste noordoosten van Celebes. Daar leeft hij in laaglandregenwoud tot 1100 m hoogte. Deze soort is minder goed bekend dan zijn nauwe verwant uit Midden-Celebes, E. centrosa, maar het is net als die soort een op de grond levende regenwormeter. E. leucura heeft een langere schedel en onderkaak en langere kiezen dan E. centrosa. Ook zitten er wat meer knobbels op de kiezen.
Echiothrix centrosa · Echiothrix leucura